# それゆけ!ダイダマン
『それゆけ!ダイダマン』は、テレビ朝日で2007年12月29日から2008年6月27日まで不定期で放送されていたバラエティ番組。
初回は『関ジャニ∞の代打屋』（かんジャニエイトのだいだや）のタイトルで関ジャニ∞の冠番組として放送された。
ハイビジョン制作・字幕放送。

## 概要
視聴者からの依頼を、助っ人ヒーロー・ダイダマンに扮した関ジャニ∞が体を張って解決させる。
初回は『関ジャニ∞の代打屋』（かんジャニエイトのだいだや）というタイトルで、ヒーロー物の設定ではなく、「代打」にちなんで、野球部をイメージしたような設定であった。

## 出演者
- 関ジャニ∞[注 1]
  - ブラック：横山裕
  - レッド　：渋谷すばる
  - ブルー　：村上信五
  - オレンジ：丸山隆平
  - ピンク　：安田章大
  - イエロー：錦戸亮
  - グリーン：大倉忠義

## スタッフ
- ナレーション：古川登志夫
- 構成：福田雄一、松本真一、樅野太紀、今村クニト
- TM：阿部健彦
- TD：平野友章
- カメラ：福原正之
- クレーン：浅田康和
- VE：依田摂子
- 照明：西川知里
- 音声：清水美都子
- PA：田村智宏
- ロケカメラ：五十嵐陽
- ロケ音声：後藤龍幸
- 音効：佐藤賢治、田中健、幾代学
- 美術デザイン：出口智浩
- 美術進行：楢崎仁志
- 大道具：山本
- 小道具：長谷川剛
- 電飾：仁平光一
- CGデザイン：横井勝、刑部まり子、加藤和博
- 編集：明官充、猪瀬茂
- MA：大形省一、水落賢一郎
- スタイリスト：和田ユキヨ
- ヘアメイク：甲斐女衣花、段久美子
- デスク：星野敬子
- 広報：下恵子
- 編成：白井伸之、岩崎浩
- 協力：ジャニーズ事務所
- リサーチ：スコープ、フルタイム
- 制作協力：NET WEB
- ディレクター：粟生淳、原田浩司、中原嘉仁
- AP：大村絵美子、鈴木美絵
- 総合演出：渡辺剛
- PD：船引貴史
- プロデューサー：林雄一郎、村田聡子
- チーフプロデューサー：佐藤信也
- 制作著作：テレビ朝日

## 放送リスト
1. 2007年12月29日土曜日23:35〜24:30（JST）：『関ジャニ∞の代打屋』

- 「ハリセンボン春菜と一晩を過ごして！」（錦戸）
- 「水谷豊バラエティ初出演！愛犬を北海道に連れてきて!!」（安田・丸山）
- テレビ朝日広報局宣伝部長山本清「見切れて勝手に番組PR！合計視聴率100％を目指せ!!」
  - テレ朝／やじうまプラス＋お天気コーナー（横山）（渋谷・安田）
  - テレ朝／ちい散歩（村上・丸山・安田）
  - テレ朝／Hitachi 3tours Championship 2007（ゴルフ中継）（村上・丸山）
  - メ〜テレ／どですか（渋谷・村上）
  - 静岡朝日テレビ／とぴっきり！しずおか（渋谷・村上）
  - 静岡朝日テレビ／スポーツパラダイス（渋谷・村上）
  - 東日本放送／突撃！ナマイキTV（丸山・安田）
  - 福島放送／ふくしまスーパーJチャンネル（丸山・安田）
  - テレビ朝日／MUSIC STATION SUPERLIVE 2007（全員）
- 演奏楽曲『ズッコケ男道』

- ２回目からのキャッチコピー「この世に困っている人が居る限り、世のため人のため、関ジャニ∞が身体を張って立ち向かう！ジャニーズだからといって危険なことを避けたりはしない！どんな依頼も引き受けます」

1. 2008年4月5日土曜日23:00〜23:54：『それゆけ!ダイダマン』

- 超汚い１ゴミに埋もれた女の部屋を片付けろ！（村上・渋谷・錦戸）
- 毒ヒトデ＆巨大サメ　命がけで駆除せよ！（丸山・安田・村上・大倉・横山）
- 演奏楽曲『ワッハッハー』

1. 2008年6月27日金曜日23:15〜24:10：『それゆけ!ダイダマンZ』

- 前代未聞のまずいラーメン店を救え！（村上・渋谷・錦戸）
- 驚きの決定的瞬間！超スーパースローの世界
  - 目薬が目に入る瞬間（村上）
  - バレーボールが顔に当たる瞬間（安田）
  - 水風船が割れる瞬間（大倉）
  - 重いものを持ち上げる時の必死な瞬間（横山）
  - スパークリングワインのコルク栓が抜ける瞬間（丸山）
  - 人が本当に驚いた瞬間（錦戸）
- 演奏楽曲『BJ』

## ネット局
- EXテレビ朝日
- HTB北海道テレビ放送/第3回：2008年8月2日土曜日16:30〜17:25
ゲストの里田まいの出演時間が、検定ジャポン（UHB、2008年6月13日放送分）の再放送と重なっていた。
- KHB東日本放送／第3回：2008年7月4日金曜日24:30〜25:25
- UX新潟テレビ21／第3回：2008年6月27日金曜日23:15〜24:10
- UTYテレビ山梨（TBS系列）／第2回：2008年7月6日日曜日15:00〜15:55
- HAB北陸朝日放送／第3回：2008年7月11日金曜日24:15〜25:10
- SATV静岡朝日テレビ／第3回：2008年7月4日金曜日23:15〜24:10
- NBN名古屋テレビ（メ〜テレ）／第3回：2008年7月25日金曜日24:50〜25:45
- ABC朝日放送／第1回：2008年1月20日日曜日25:10〜26:05、第3回：2008年8月23日土曜日14：55～15：50
- BSS山陰放送（TBS系列）／第2回：2008年[要出典]、第3回：2008年8月16日土曜日14:00〜14:55
- KSB瀬戸内海放送／第3回：2008年7月2日水曜日24:45〜25:40
- HOME広島ホームテレビ／第3回：2008年7月4日金曜日24:30〜25:25
- YAB山口朝日放送／第3回：2008年7月6日日曜日24:40〜25:35
- EAT愛媛朝日テレビ／第3回：2008年7月3日木曜日24:16〜25:16
- KUTVテレビ高知（TBS系列）／第3回：2008年10月16日木曜日26:00〜26:55
- KBC九州朝日放送／第3回：2008年7月3日木曜日25:15〜26:10
- NCC長崎文化放送／第3回：同時ネット
- OAB大分朝日放送／第3回：2008年6月28日土曜日24:30〜25:25
- KKB鹿児島放送／第3回：2008年7月11日金曜日24:45〜25:40